# Desaparición de Phoenix Coldon
Phoenix Lucille Coldon (California; 23 de mayo de 1988) era una joven estadounidense afroamericana que el 18 de diciembre de 2011, a los 23 años de edad, dejó la casa de su familia en Spanish Lake (Misuri), y desapareció. Sus padres plantearon diversas críticas y dudas sobre la conducta de la policía local durante la investigación.

## Biografía
Phoenix Coldon era hija de Goldia y Lawrence Coldon. Había nacido en California en mayo de 1988, y creció allí hasta que la familia se mudó para el trabajo de su padre a Misuri. Era principalmente educada en casa y tocaba una variedad de instrumentos musicales y era la campeona local de esgrima júnior.

## Desaparición
Coldon desapareció el 18 de diciembre de 2011, después de dejar la casa de su familia en un Chevrolet Blazer negro de 1998 a las 15:00 horas local. Su padre dijo a los periodistas que supuestamente se dirigía a hacer unos recados o posiblemente a la casa de una amiga. Horas después de su desaparición, su vehículo fue descubierto a las 17:27 y confiscado a las 18:23, abandonado pero todavía en funcionamiento, a 25 minutos de su casa, en la avenida St. Clair de East St. Louis. El vehículo ingresó en la base de datos de la policía como abandonado, y supuestamente no se investigaron las placas del automóvil ni se registró su interior. Según los informes, a la familia no se le notificó el descubrimiento del automóvil hasta que un amigo de la familia que la buscaba de manera independiente lo descubrió en un lote de remolque. Luego de una búsqueda independiente por parte de su familia, se descubrió que el vehículo todavía contenía sus gafas, su cartera, zapatos y documentación identificativa.
Después de su desaparición, todas las actividades en sus cuentas bancarias, teléfono móvil y cuentas de redes sociales se detuvieron. La evidencia de ADN obtenida en el vehículo indicó que no había rastro de otras personas en el mismo que no hubieran sido Coldon o sus padres.

## Esfuerzos en su búsqueda
Sus padres buscaron independientemente a Coldon después de presentar denuncias ante la policía local por la falta de esfuerzos e iniciativa para encontrar a su hija. Con el paso de los años, llegaron a hablar con narcotraficantes de la zona, así como prostitutas, para obtener información sobre su posible paradero, e incluso contrataron los servicios de un investigador privado. La financiación privada de la búsqueda hizo que la casa de la familia entrara en ejecución hipotecaria y que los ahorros de toda la vida de la familia se agotaran.
Un documental especial de televisión sobre su desaparición se estrenó en el canal estadounidense Oxygen el 3 y 4 de noviembre de 2018, en el que la reportera de investigación Shawndrea Thomas y el subjefe de policía retirado Joe Delia discutieron las diversas teorías sobre su desaparición, que incluían desde una desaparición voluntaria, hasta un rapto por redes de explotación de mujeres para la prostitución o que fuera asesinada. En el documental, fueron entrevistados varios amigos de Phoenix, quienes relataron ante las cámaras no sólo lo que se conocía sobre ella, que era educada, amable, inteligente y que todos la apreciaban; también que llevaba una doble vida, y que contaba con un segundo móvil con el que presuntamente hablaba con otro hombre que no era su novio de entonces.